# Ribeira das Pombas
A Ribeira das Pombas é um curso de água português localizado no concelho da Povoação, ilha de São Miguel, arquipélago dos Açores.
Este curso de água nasce a uma cota de altitude que ronda os 600 metros no Pico do Canário. A bacia hidrográfica desta ribeira recebe os afluentes da drenagem natural da elevação do Pico das Mesas.
O curso de água desta ribeira que desagua no Oceano Atlântico fá-lo depois de atravessar entre a Lomba do Carro e a Lomba do Botão, no concelho da Povoação.